# GSG 9 der Bundespolizei

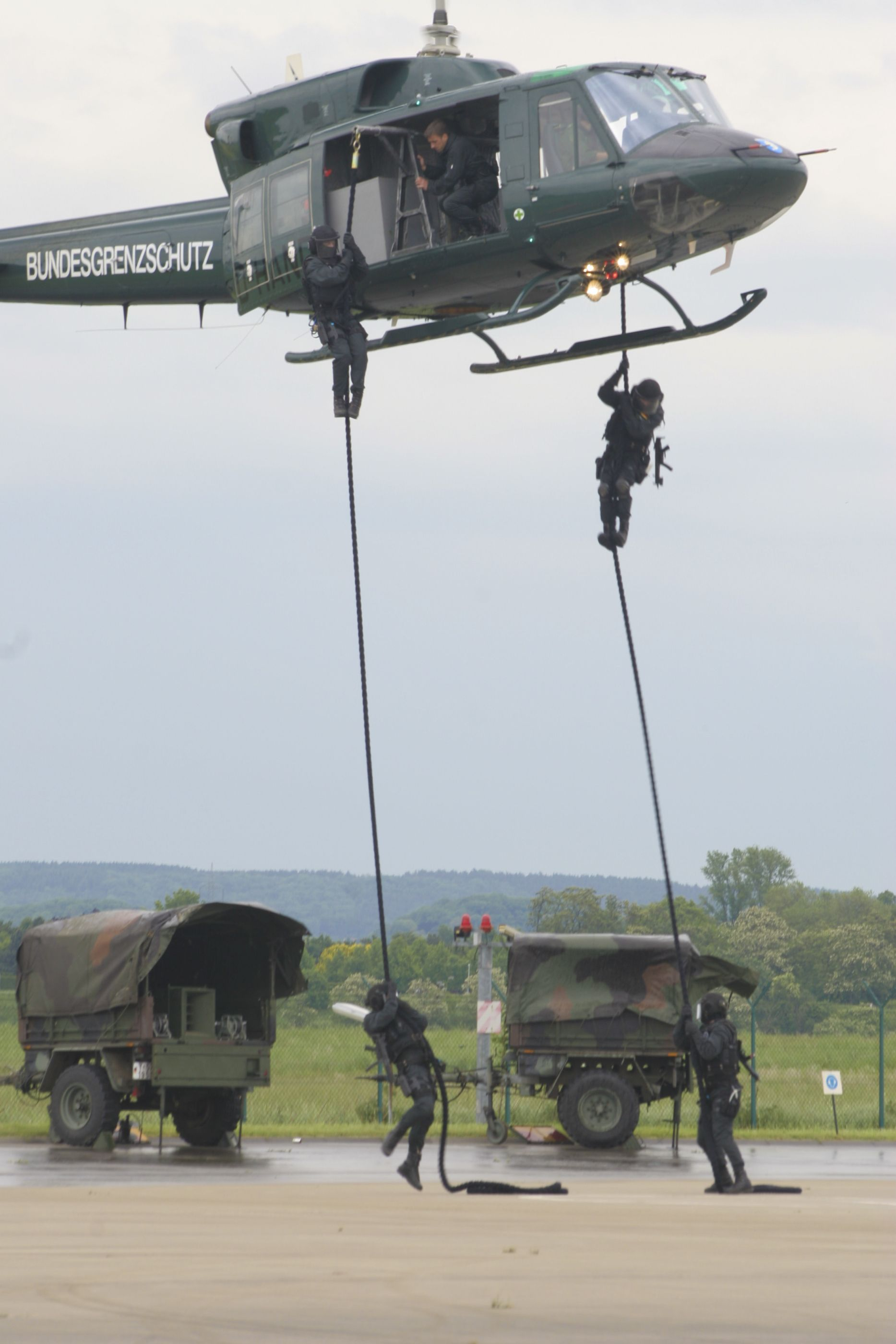
Abseilübung der Spezialeinheit GSG 9 (2005)

Die GSG 9 der Bundespolizei (kurz GSG 9 BPOL oder GSG 9; ehemals Grenzschutzgruppe 9) ist die Spezialeinheit der deutschen Bundespolizei zur Bekämpfung von Terrorismus sowie Schwerst- und Gewaltkriminalität mit Standorten in Sankt Augustin-Hangelar und Berlin. Seit dem 1. August 2017 ist sie der Bundespolizeidirektion 11 nachgeordnet.
Die GSG 9 wurde am 26. September 1972 gegründet und ist auf Geiselbefreiung und Bombenentschärfung spezialisiert. Im April 1973 meldete der Gründungskommandeur der GSG 9, Ulrich Wegener, die Einsatzbereitschaft der ersten beiden Einsatzeinheiten. Ihre Gründung erfolgte als Reaktion auf das Münchner Olympia-Attentat. Beim Attentat auf die Olympische Sommerspiele 1972 in München konnte die bayerische Landespolizei die Ermordung von elf israelischen Athleten durch die Terrororganisation Schwarzer September nicht verhindern. Seit der Umbenennung des Bundesgrenzschutzes in Bundespolizei hat die Einheit die offizielle Bezeichnung „GSG 9 der Bundespolizei“.
Bekannt wurde die GSG 9 durch die Geiselbefreiung des von palästinensischen Terroristen entführten Lufthansa-Flugzeugs „Landshut“ im Deutschen Herbst 1977.

## Bezeichnung und Auftrag
Die Bezeichnung GSG 9 erklärt sich aus der Struktur des Bundesgrenzschutzes, der bei Gründung dieser Einheit aus vier Grenzschutzkommandos mit insgesamt acht Grenzschutzgruppen (GSG 1 bis 7 und See) bestand. Da die GSG 9 in keine der vorhandenen Strukturen eingegliedert wurde, erhielt sie die Bezeichnung Grenzschutzgruppe 9. Diese Bezeichnung und den Status einer Grenzschutzgruppe behielt sie auch im Laufe der Umorganisationen beim Bundesgrenzschutz bei, auch nach der Auflösung der Grenzschutzgruppen zu Gunsten der Grenzschutzabteilungen 1981 und der Umgliederung der Grenzschutzkommandos zu Grenzschutzpräsidien 1993. Nach der Umbenennung des Bundesgrenzschutzes in Bundespolizei wurde die Abkürzung wegen ihrer Bekanntheit beibehalten, allerdings wurde der Zusatz der Bundespolizei beigefügt.
Die GSG 9 ist als Antiterroreinheit auf Terrorismusbekämpfung, Geiselbefreiung und Bombenentschärfung spezialisiert. Die Einheit der Bundespolizei wird heute vornehmlich zur Bekämpfung der Schwerstkriminalität eingesetzt, die für Beamte im Streifendienst oft zu gefährlich wäre. Im Jahr 2000 absolvierte die Einheit 26 erfolgreiche Einsätze. Dazu zählen sowohl die der GSG 9 originär zugedachten Einsatzaufgaben als auch Einsätze, bei denen sie andere Sicherheitsbehörden unterstützte. Im Dezember 2018 bezifferte der damalige Kommandeur Jérôme Fuchs die Zahl der Einsätze der Einheit seit ihrer Aufstellung auf annähernd zweitausend, im Mittel um die fünfzig Einsätze jährlich und im Jahr 2018 etwa dreißig.
Anders als die Spezialeinsatzkommandos (SEK) der Länderpolizeien, die für ähnliche Aufgaben gebildet werden, ist die GSG 9 eine Einheit des Bundes. Sie kann bei örtlicher Zuständigkeit einer Landespolizei nur mit Zustimmung des jeweiligen Landes eingesetzt werden. Bei Bundesangelegenheiten kann sie außerdem mit dem Einverständnis des Staates außerhalb der Bundesrepublik eingesetzt werden. Im Gegensatz zu Auslandseinsätzen der Bundeswehr ist hierfür keine Zustimmung des Deutschen Bundestages nach dem Parlamentsbeteiligungsgesetz notwendig. Entscheidungen über den Einsatz der Einheit im Ausland obliegen dem Bundesministerium des Innern.
Die GSG 9 und ihre Spezialkräfte können keine Kriegs- bzw. Militäreinsätze durchführen, da die Bundespolizei keinen Kombattantenstatus hat. Bis zum Inkrafttreten des Bundesgrenzschutzgesetzes 1994 – auch auf Betreiben der Deutschen Polizeigewerkschaft – hatten die Angehörigen des Bundesgrenzschutzes Kombattantenstatus; 1996 wurde das Kommando Spezialkräfte (KSK) als militärische Spezialeinheit der Bundeswehr aufgestellt. Die vormalige Aufgabe des Schutzes der deutschen Botschaftsangehörigen im Ausland ging 2009 in die Zuständigkeit der im April 2008 aufgestellten Einheit Polizeiliche Schutzaufgaben Ausland der Bundespolizei (PSA BPOL) über.

## Organisation

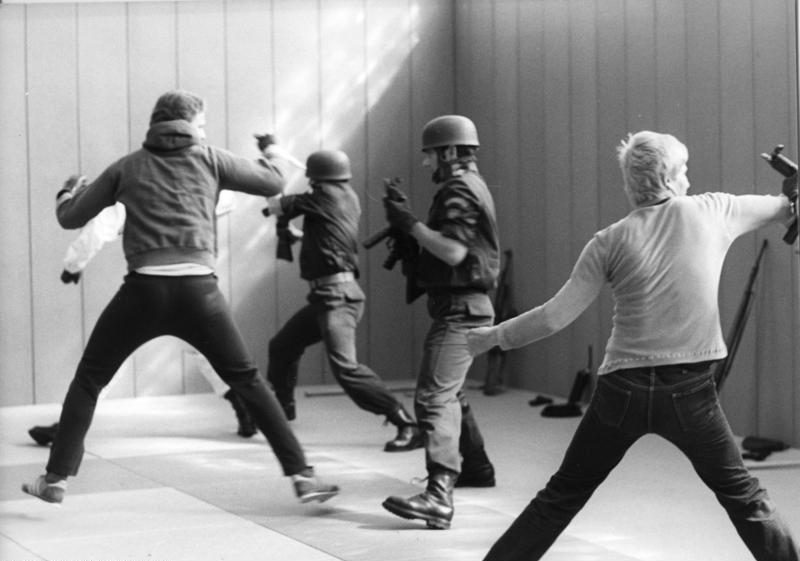
Ausbildung von GSG-9-Mitgliedern, 1978 in Hangelar

### Personal und Standorte
Die genaue Personalstärke der GSG 9 wird geheim gehalten. 1980 gliederte sie sich in eine Führungsgruppe, vier Einsatzeinheiten mit je 32 Mann, drei technische Gruppen und eine Versorgungseinheit. Nach Angaben des ehemaligen Kommandeurs Ulrich Wegener umfasste die Einheit im Jahr 2017 rund 400 Mann.
Im Jahr 2007 gab es folgende Einsatzeinheiten:
1. Präzisionsschützen
2. (See-Boarding)-Einsatztaucher in der maritimen Gruppe
3. (Luft-)Boarding-Spezialisten in der Luftlandeeinheit (Spezialisten für die Erstürmung von entführten Flugzeugen nach Military Freefall)
4. Sprengstoff- und Kampfmittelexperten
5. Beobachtungs- und IT-Techniker in der Dokumentationseinheit.

Aktuell (Stand 2021) gliedert sich die GSG 9 in folgende Einheiten:
1. Präzisionsschützen
2. Kampftaucher/Boardingkräfte bzw. Bootsführer
3. taktische Fallschirmjäger
4. Schnelle Einsatzeinheit Berlin
5. Unterstützungskräfte
  1. Operative Technik
    1. Öffnungstechnik/Entschärfung
    2. Aufklärung/Dokumentation

  2. Operative Einsatzmedizin

Am 1. März 2013 wurde die Dienststelle Personenschutz Ausland (PSA) der GSG 9 organisatorisch angegliedert, um Synergieeffekte zu nutzen. Die Dienststelle wurde 2008 eingerichtet, um die GSG 9 von den Personen- und Objektschutzaufgaben bei deutschen Auslandsvertretungen in Krisengebieten zu entlasten. 2014 waren insgesamt 145 Kräfte an fünf Standorten im Einsatz (Afghanistan, Irak, Jemen, Libanon, Libyen).
Seit dem Jahr 2015 verfügt die GSG 9 zudem über eigene Zugriffshunde.
Anfang 2018 wurde bekannt, dass die GSG 9 neben dem Hauptsitz in Sankt Augustin-Hangelar einen zweiten Standort in Berlin plant und dafür ihre Personalzahl um ein Drittel erhöhen möchte. Eine der vier vorhandenen Einheiten soll dauerhaft in der Hauptstadt stationiert werden. Der Berliner Teil des Verbandes soll ab 2026 in der Schmidt-Knobelsdorf-Kaserne in Berlin-Spandau untergebracht werden. Bis dahin werden die Beamten in einem Provisorium in der Julius-Leber-Kaserne im Stadtteil Wedding stationiert.
Der zweite Standort solle insbesondere dem Schutz der Bundeshauptstadt dienen. Im Oktober 2024 wurde bekannt, dass die GSG 9 einen zusätzlichen Standort in Neustadt in Holstein an der Ostsee bekommen soll, wo sich bereits eine der Bundespolizeiinspektionen der Bundespolizeidirektion See und ebenfalls das Maritime Schulungs- und Trainingszentrum (MaST) der Bundespolizei befindet.

### Dienst
Alle Einheiten können Einsätze absolvieren. Die Polizeivollzugsbeamten der GSG 9 sind, wie alle Angehörigen des öffentlichen Dienstes, zur Verschwiegenheit bezüglich des Inhaltes ihrer Tätigkeit verpflichtet. Ihre Dienstpläne sind als Verschlusssache eingestuft. Durch Verwendung bei der GSG 9 haben Beamte Anspruch auf eine Zulage für besondere Einsätze (§ 22 Abs. 1 Nr. 1 Erschwerniszulagenverordnung, 500 Euro monatlich seit 1. Januar 2017, zuvor 400 Euro ab 2008).
Die GSG 9 übt auch im Ausland, wenn dort geeignetere Trainingsmöglichkeiten bestehen (beispielsweise Wüste oder Packeis).

### Kommandeure
Öffentlich treten lediglich die Kommandeure namentlich in Erscheinung, die bisher (Stand 2023) ausnahmslos vormals selbst im aktiven Dienst der GSG 9 standen:
- 1972–1980 Ulrich Wegener[13]
- 1980–1982 Klaus Blätte[13]
- 1982–1991 Uwe Dee[14]
- 1991–1997 Jürgen Bischoff[14][15]
- 1997–2005 Friedrich Eichele[16]
- 2005–2014 Olaf Lindner[17]
- 2014–2023 Jérôme Fuchs[18]
- seit 2023: Robert Hemmerling[19]

### Ehemalige
Die GSG-9-Kameradschaft e. V. ist ein eingetragener Verein ehemaliger Beamter der GSG 9, der am 31. Oktober 1982 in Sankt Augustin-Hangelar gegründet wurde.

## Rekrutierung und Ausbildung

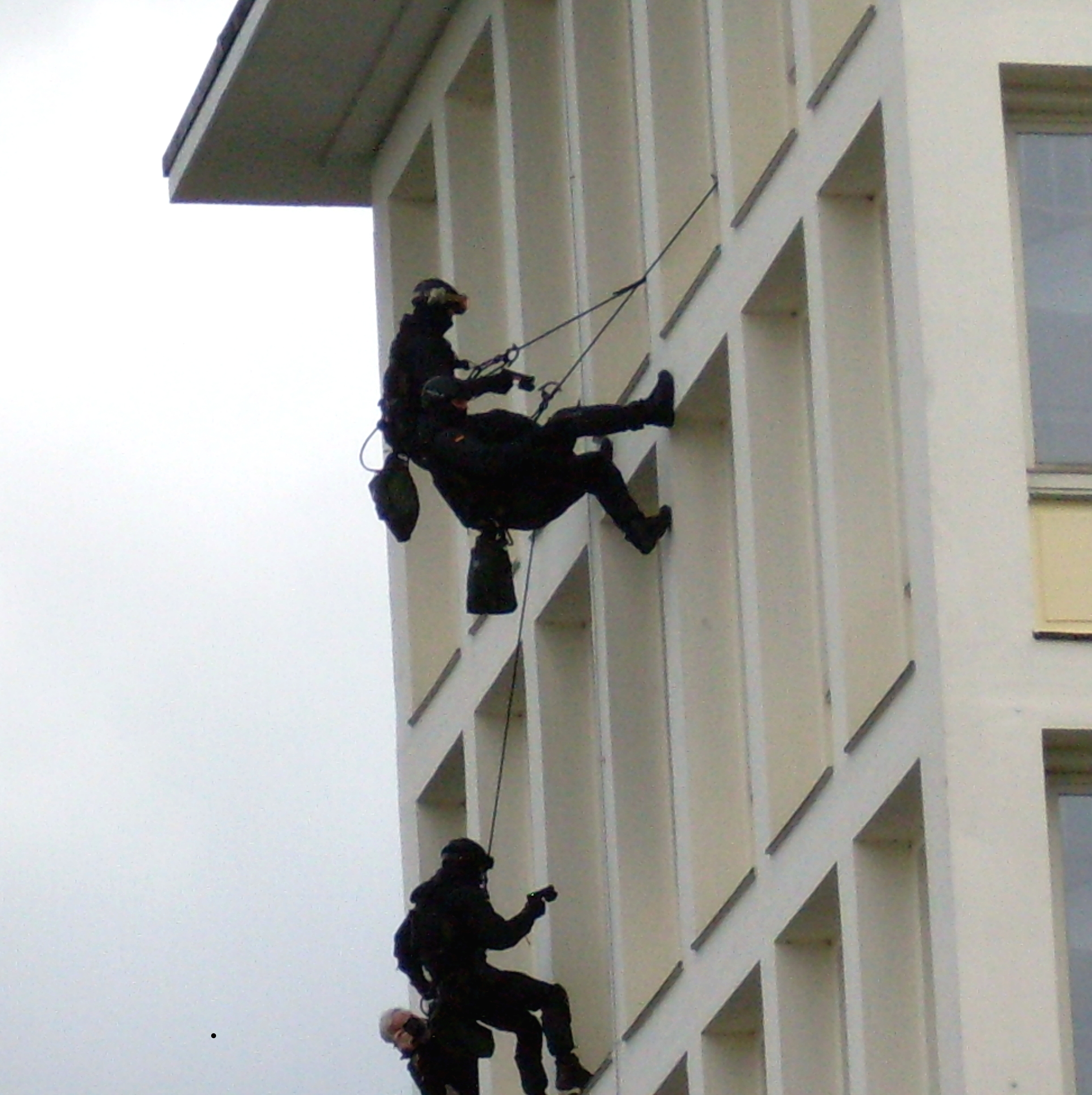
Abseilübung an einer Gebäudefassade

Zur Versetzung in die GSG 9 können sich ausgebildete Polizeivollzugsbeamte der Bundespolizei, anderer Polizeien des Bundes und der Polizeien der Länder bewerben und einem Eignungsauswahlverfahren unterziehen. Als Höchstalter zu Beginn der Basis- und Spezialausbildung sind 34 Jahre festgesetzt.

### Auswahl der Bewerber
Das viertägige Eignungsauswahlverfahren (EAV) findet jeweils im Frühjahr eines jeden Jahres statt, zeitnah vor dem Ausbildungsbeginn im Mai (Stand 2016). Die Bewerber werden von dem für sie zuständigen ärztlichen Dienst auf ihre gesundheitliche Eignung überprüft. Ein Ausschlusskriterium für die Verwendung ist u. a. das Tragen jeglicher Sehhilfen, sofern diese nicht operativ behandelt werden. So ist seit 2019 die Korrektur der Augenwerte mittels Laseroperation zugelassen. Zum Zeitpunkt der Bewerbung muss die Behandlung jedoch zwei Jahre zurückliegen.
Das EAV umfasst ein Auswahltraining, bei dem die Bewerber unter anderem auf ihre körperliche Leistungsfähigkeit, motorischen Fähigkeiten und Ausdauer getestet werden. Die Bedingungen sind:
- Cooper-Test (12 Minuten Ausdauerlauf)  mindestens 3000 Meter
- 100-Meter-Sprint in maximal 13,4 Sekunden
- Standweitsprung mindestens 2,40 Meter
- Klimmzüge mindestens 10
- Bankdrücken: mindestens 10 Wiederholungen mit 75 % des eigenen Körpergewichtes (mindestens 50 kg)
- Bewältigung einer Hindernisbahn und eines Geschicklichkeitsparcours

Zudem werden mittels psychologischer Tests unter anderem die geistige Leistungsfähigkeit, Konzentration, Teamfähigkeit und das Persönlichkeitsprofil der Bewerber ermittelt. Diese müssen auch ihre Schießleistungen und die Fähigkeit zur sicheren Handhabung von Schusswaffen unter Beweis stellen. Das EAV endet mit einem persönlichen Abschlussgespräch in Form eines multimodalen Interviews. In der Regel bestehen 10 bis 15 % der Bewerber.

### Basis- und Spezialausbildung

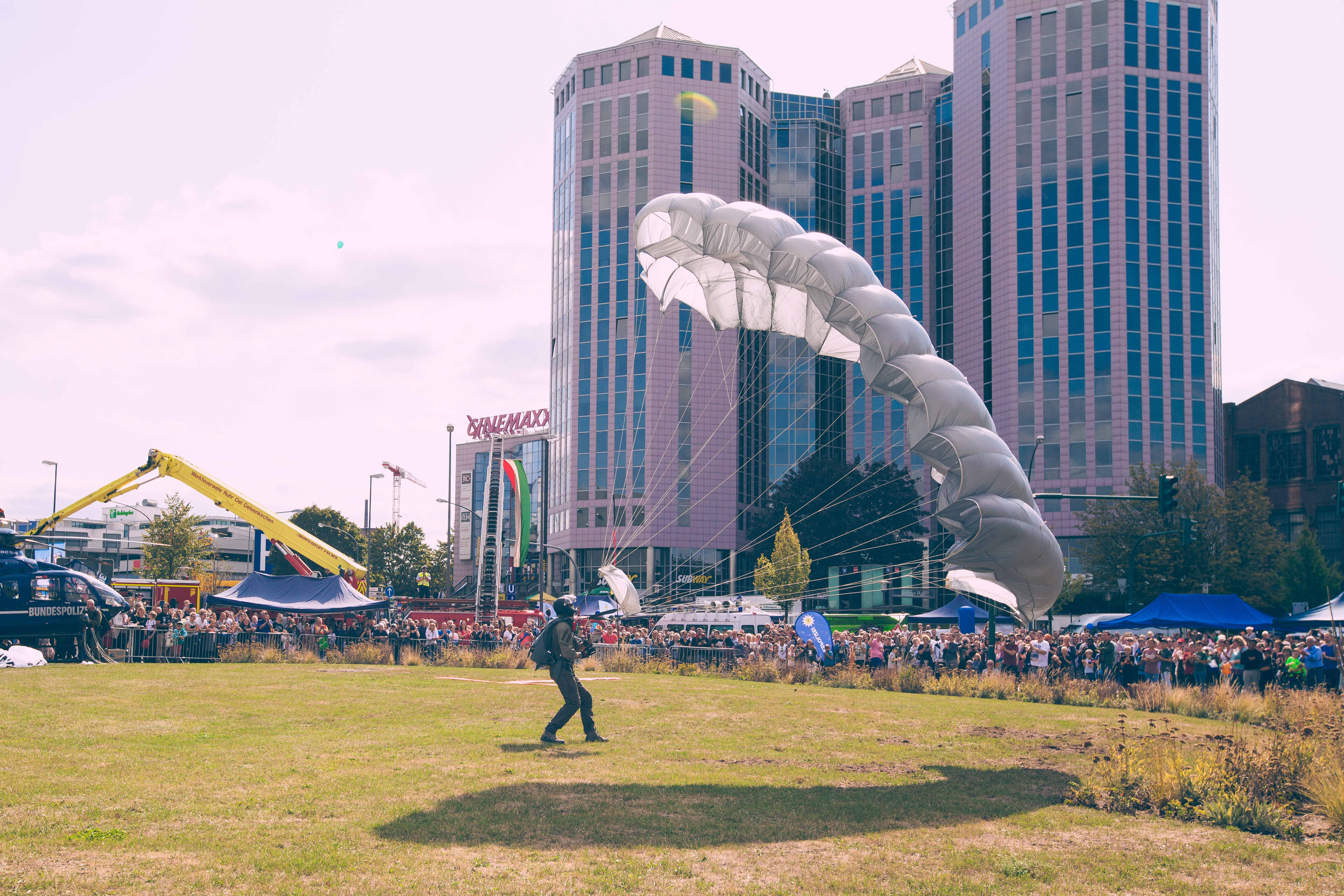
Fallschirmspringer der GSG9 in Essen

Die erfolgreichen Teilnehmer beginnen jährlich im Mai (Stand 2016) die insgesamt zehnmonatige Basis- und Spezialausbildung. Diese umfasst die Basisausbildung (vier Monate), eine Härtewoche, die Spezialausbildung (entsprechend der geplanten taktischen Verwendung des jeweiligen Beamten) und die abschließende Ausbildungslaufbahnprüfung. Hat der Aspirant alle diese Stationen erfolgreich durchlaufen, bekommt er das Tätigkeitsabzeichen des Verbandes verliehen und wird als Polizeivollzugsbeamter/-in für besondere Verwendung einer der Einsatzeinheiten zugeteilt.
Präzisionsschießen, Tauchen und Fallschirmspringen im Military Freefall (die Ausbildung und Fortbildung erfolgt an der Luftlande- und Lufttransportschule) sowie der Observationsdienst (Aufklärung durch Polizei) sind Zusatzqualifikationen für spezielle Einsatzlagen. Die Einsatztaucher der GSG 9 führen regelmäßig mit den Kampfschwimmern der Bundeswehr in Eckernförde Ausbildungsübungen durch, um Erfahrungen über Ausbildungsverfahren und Ausrüstung auszutauschen.
Die Nahkampf-/Selbstverteidigungstechniken orientieren sich schwerpunktmäßig an den Kampfsportarten Boxen, Kickboxen, Judo, Wingtsun, Eskrima. Die Festnahme- bzw. Festlegetechniken haben ihre Wurzeln vorwiegend in den Kampfkünsten Jūjutsu (Jiu Jitsu) oder Wingtsun.
Einzelne GSG-9-Beamte nahmen auch an Ausbildungen des Kommando Spezialkräfte (KSK) der Bundeswehr teil – so etwa an Spezialfortbildungen zum Fallschirmspringen oder Sprengen in den Jahren 2007 bis 2012.

### Bewaffnung und Ausrüstung
Beispiele für die Bewaffnung der GSG 9:
Standard:
- Sturmgewehr HK G36c[29]
- Pistole Glock 17[29]
- Maschinenpistole HK MP 5[29]

Zusätzlich:
- Maschinenpistole HK MP7
- Pistole HK USP Tactical
- Pistole Walther P99
- Beretta Schrotflinten
- Sturmgewehr HK 416
- verschiedene Maschinenkarabiner von Heckler und Koch, SIG Sauer oder FN Herstal
- verschiedene Präzisionsgewehre mit Zielfernrohren von Schmidt & Bender, Zeiss, Steiner-Optik oder Leica.
  - HK PSG-1
  - DSR-precision 1
  - PGM Précision 338
  - Haenel RS9
- Sinn UX Taucheruhr

Ferner verfügt die GSG 9 über ein großes Spektrum an Sonderausrüstung.

## Geschichte

### Aufstellung nach den Olympischen Spielen 1972
Anders als in den meisten anderen Ländern entstand die GSG 9 nicht aus bestehenden militärischen Spezialtruppen, was historisch bedingt ist.
Die GSG 9 wurde am 26. September 1972 aufgestellt, drei Wochen nach der Geiselnahme von München während der Olympischen Sommerspiele. Während der Spiele nahm das palästinensische Terrorkommando Schwarzer September elf israelische Sportler als Geiseln. Der Zugriff am Flugplatz Fürstenfeldbruck wurde durch reguläre Polizeikräfte ausgeführt, da es zu diesem Zeitpunkt noch kein SEK/MEK in Deutschland gab. Beim gescheiterten Versuch der Geiselbefreiung fanden alle Geiseln, fünf der acht Terroristen und ein Polizeibeamter den Tod. Ulrich Wegener, Oberstleutnant im Bundesgrenzschutz, der bislang als Verbindungsoffizier des BGS beim Bundesministerium des Innern tätig war, erhielt daraufhin von Innenminister Hans-Dietrich Genscher den Auftrag, eine schlagkräftige Antiterroreinheit aufzustellen. Im April 1973 meldete Wegener die Einsatzbereitschaft von zwei Einsatzeinheiten der GSG 9.

### Befreiung des Flugzeugs „Landshut“

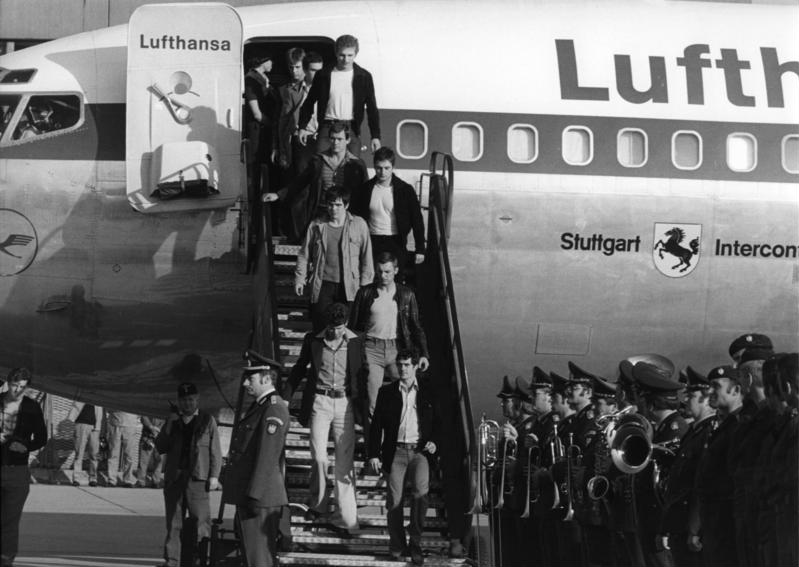
Rückkehr des Sonderflugzeuges auf dem Flughafen Köln/Bonn mit Staatsminister Hans-Jürgen Wischnewski und der GSG 9

Einer der größten und bekanntesten Einsätze der GSG 9 war die Beendigung der Entführung des Flugzeugs „Landshut“. In der Nacht zum 18. Oktober 1977 wurden die Geiseln der von palästinensischen Terroristen der PFLP entführten Lufthansa-Maschine in Mogadischu befreit (Operation Feuerzauber). Die Erstürmung von Flugzeugen gilt dabei als das schwierigste der möglichen Einsatzszenarien.
Dieser Einsatz machte die GSG 9 international bekannt und begründete ihr hohes Ansehen unter den Spezialeinheiten weltweit. Neben Glückwünschen erhielt die Bundesregierung auch Anfragen aus anderen Ländern nach Polizeiausbildung durch diese Einheit. Kritisiert wurde die Befreiung von den Regierungen des Ostblocks: So sah das bulgarische Staatsfernsehen die Bundesrepublik wegen des Sondereinsatzes auf dem Weg in die Diktatur, während Karl-Eduard von Schnitzler in seiner Propagandasendung Der schwarze Kanal die „Elitetruppe“ als „aggressiv nach außen, anti-demokratisch und terroristisch nach innen“ bezeichnete, „ganz im Sinne der früheren Leibstandarte [Hitlers]“. Das Auswärtige Amt ließ diese Reaktion analysieren und kam zum Schluss, dass es sich um eine verschwörungstheoretische Denunziation handle. Diese lasse sich damit erklären, dass die große emotionale Anteilnahme an der Entführung unter DDR-Bürgern deren Führung verunsichert habe.

### Celler Loch
Die GSG 9 war ausführende Einheit bei der verdeckten Operation Celler Loch, der Sprengung eines Lochs in die Außenmauer der Justizvollzugsanstalt Celle im Juli 1978. Diese Sprengung diente einer – missglückten – Aktion unter Falscher Flagge und sollte einen Ausbruchsversuch des nichtsahnenden, dort inhaftierten mutmaßlichen RAF-Terroristen Sigurd Debus einleiten, um an ihn eine V-Person des Verfassungsschutzes heranzuspielen. Diese Hintergründe wurden durch Recherchen investigativer Journalisten 1986 aufgedeckt.

### Einsatz in Bad Kleinen
Am 27. Juni 1993 versuchten 37 GSG-9-Beamte und 60 weitere Polizisten die RAF-Terroristen Wolfgang Grams und Birgit Hogefeld in Bad Kleinen festzunehmen. Während Hogefeld in Gewahrsam genommen wurde, flüchtete Grams und schoss auf die ihm nacheilenden GSG-9-Einsatzkräfte. Grams erschoss im folgenden Schusswechsel den 26-jährigen Beamten Michael Newrzella, der als erster GSG-9-Beamter im Dienst getötet wurde. Grams selbst beging Suizid durch einen aufgesetzten Kopfschuss.
Wegen der chaotischen Umstände der misslungenen Aktion, der mangelhaften Tatortsicherung und einander widersprechender Aussagen von GSG-9-Beamten zum Ereignisablauf kam es zu Zweifeln an der Sondereinheit. Als Journalisten wenige Tage später Zeugenaussagen präsentierten, nach denen Grams von GSG-9-Beamten regelrecht „exekutiert“ worden sei, kam es zu einer Vertrauenskrise der Öffentlichkeit nicht nur in die Sicherheitsorgane insgesamt, sondern auch in die bisher als fehlerlos geltende Elite-Einheit; in den Wochen nach dem Einsatz kamen aus der mitregierenden FDP-Bundestagsfraktion sogar Überlegungen, die GSG 9 aufzulösen, und in den Medien wurde darüber spekuliert, dass die vom „Mythos von Mogadischu“ zehrende Spezialeinheit so abgehoben sei, dass sie eigene Fehler nicht mehr erkennen oder beheben könne. Deshalb besuchte Bundeskanzler Helmut Kohl im Juli 1993 demonstrativ die GSG 9 in ihrem Hauptquartier in Sankt Augustin und versicherte ihr sein Vertrauen. Die Ermittlungen der Staatsanwaltschaft Schwerin stellten einige Monate später den Suizid von Grams fest und hielten mehrfacher gerichtlicher Überprüfung stand.

### Getötete und vermisste Beamte im Irak
Nach dem Irakkrieg wurden wegen der unsicheren Lage GSG-9-Beamte im Irak stationiert, von denen zwei Polizeihauptmeister, Thomas Hafenecker und Tobias Retterath, ab dem 7. April 2004 vermisst wurden. Die beiden Beamten waren Objekt- und Personenschützer an der deutschen Botschaft in Bagdad. Nach ARD-Informationen wurden sie in einem Fahrzeugkonvoi vom jordanischen Amman nach Bagdad überfallen. Der Überfall habe sich in der Nähe von Falludscha ereignet.
Rebellen hätten den aus sechs geschützten Geländewagen und ungeschützten Transportfahrzeugen bestehenden Konvoi verfolgt, nachdem er ihren Kontrollpunkt durchbrochen hatte. Der Wagen der beiden Deutschen sei der letzte gewesen; die Iraker hätten auf ihn mit Raketen und Gewehren geschossen, bis er mit zerschossenen Reifen von der Straße abgekommen und gegen ein Haus geprallt sei. Die Deutschen hätten keine Chance mehr gehabt und seien tot. Sprecher der irakischen Rebellen entschuldigten sich für diesen „Unfall“, insbesondere bei den Angehörigen der Beamten. Man sei von einem Konvoi einer US-Spezialeinheit ausgegangen, obwohl deutsche Flaggen auf den Fahrzeugen angebracht waren. Am 1. Mai 2004 wurde die Leiche Retteraths gefunden. Die sterblichen Überreste von Hafenecker gelten bis heute als vermisst.

### Festnahme der Sauerland-Gruppe
Am 4. September 2007 sollte ein Kommando der GSG 9 die islamistische Terrorgruppe Sauerland-Gruppe in einem Ferienhaus im sauerländischen Oberschledorn festnehmen. Der Zugriff fand außerplanmäßig statt, nachdem ein Streifenpolizist bei einer Verkehrskontrolle versehentlich die Observation verraten hatte. Während zwei Verdächtige in der Küche festgenommen wurden, konnte ein dritter Verdächtiger durch einen Sprung aus dem Toilettenfenster entkommen; ein GSG-9-Beamter konnte ihm wegen seiner schweren Schutzkleidung nicht schnell genug folgen. Die Verfolgung übernahmen zwei BKA-Polizisten, denen es gelang, den Flüchtigen zu Fall zu bringen. Dabei konnte dieser einem BKA-Polizisten die Dienstwaffe entreißen und schießen, ohne jedoch jemanden zu treffen.

### Operation Desert Fox
Im September 2008 war die GSG 9 maßgeblich an der geplanten Operation „Desert Fox“ zur Befreiung von fünf deutschen, fünf italienischen und einer rumänischen Urlauberin sowie deren acht ägyptischen Begleitern beteiligt. Die elf Touristen und ihre acht ägyptischen Begleiter waren in der oberägyptischen Wüste entführt und dann ins Grenzgebiet zwischen Ägypten, Sudan, Libyen und dem Tschad verschleppt worden. Nach Agenturberichten hatten die Kidnapper 6 Millionen Euro Lösegeld gefordert. Unter Mithilfe der Bundeswehr, der Lufthansa und einer weiteren Fluggesellschaft wurden rund 150 Einsatzkräfte der GSG 9 sowie Material und Personal des THW in das südägyptische Shark-el-Uweimat verbracht. Hinzu kamen Mitarbeiter des Bundespolizei-Flugdienstes, des Bundeskriminalamtes und des Kommando Spezialkräfte (KSK) der Bundeswehr. Die GSG 9 kam nicht zum Einsatz, da die Entführer ihre Geiseln zuvor freiließen.

### Geplante Befreiung des Frachters Hansa Stavanger
Für eine geplante Befreiung des am 4. April 2009 vor der somalischen Küste entführten deutschen Containerfrachtschiffes Hansa Stavanger stand eine größere Einsatzeinheit der GSG 9 vor Ort bereit. So wurden mehr als zweihundert Mann der Spezialeinheit sowie sechs Hubschrauber Anfang April 2009 nach Mombasa, Kenia, transportiert und um den 1. Mai 2009 ein Kommando auf dem amerikanischen Hubschrauberträger Boxer vor die Küste verlegt, um eine Aktion zur Befreiung des Frachters vorzubereiten. Die Ausführung dieser Aktion wurde wegen des zu hohen Risikos für das Leben der Geiseln und der Beamten seitens eines interministeriellen Krisenstabes der Bundesregierung aus Innen-, Außen- und Verteidigungsministerium gestoppt. Die Hansa Stavanger kam am 3. August nach einer Lösegeldzahlung wieder frei.

### Ausbildungshilfe
Nach ihrer erfolgreichen Geiselbefreiung in Somalia 1977 (Operation Feuerzauber) erhielt die GSG 9 aus verschiedenen Ländern Anfragen, bei der Ausbildung zu helfen. So leistete die GSG 9 einen erheblichen Beitrag beim Aufbau der US-Truppe SFOD Delta ab Ende 1977.
Für spätere Hilfe bei Schulungen von Sicherheitskräften im Ausland geriet die GSG 9 in Kritik. An der 2008 bekannt gewordenen Libyen-Affäre, dem privaten Ausbildungsengagement von Angehörigen deutscher Sicherheitskräfte in Libyen, sollen auch ehemalige GSG-9-Beamte beteiligt gewesen sein. In den Jahren 2008 bis 2011 schulte die GSG 9 belarussische Sicherheitskräfte des autokratischen Präsidenten Aljaksandr Lukaschenka.
2015 wurden polizeiliche Spezialkräfte, die BFE+ der Bundespolizei aufgestellt, die die GSG 9 entlasten sollen. Die GSG 9 ist dabei für die achtwöchigen Ergänzungsfortbildung BFE+ der aus dem Kreis der bestehenden Beweissicherungs- und Festnahmeeinheiten rekrutierten Bundespolizisten zuständig.

## Internationale Verbindungen
Die GSG 9 ist Mitglied des Atlas-Verbundes europäischer Polizei-Spezialeinheiten. Bei einem internationalen Vergleichswettkampf, der Original SWAT World Challenge (OSWC) in den USA, siegte die GSG 9 in den Jahren 2005 und 2006 gegen ähnliche polizeiliche Spezialeinheiten der Vereinigten Staaten sowie Japans und Kanadas. Seit 1983 organisiert die GSG 9 den alle vier Jahre stattfindenden Wettbewerb Combat Team Conference, die „inoffizielle Weltmeisterschaft der polizeilichen und militärischen Spezialeinheiten“. Die GSG9 unterhält zudem kameradschaftliche Kontakte zu verschiedenen Einheiten anderer Länder. Dazu gehören aus den USA die US Navy Seals, die Delta Force und das FBI HRT. Auch mit der israelischen Yamam (Stechpalme) übt die GSG9 regelmäßig und tauscht sich aus.

## Vergleichbare Einheiten der DDR
Die Hauptabteilung XXII (HA XXII) des Ministeriums für Staatssicherheit (MfS) unterhielt ein Bataillon als Antiterror- und Spezialaufklärungseinheit mit fünf dezentralen Einheiten über das Staatsgebiet verteilt.
Bei der Volkspolizei gab es die Diensteinheit IX sowie die 9. Volkspolizei-Kompanie der Kasernierten Einheiten des Ministeriums des Innern in Potsdam/Eiche (Kaserne der 3. und 20. VP-Bereitschaft) mit einem ähnlichen Einsatzprofil. Diese Einheiten wurden ab dem Jahr 1973 im Vorfeld der Weltfestspiele der Jugend und Studenten aufgestellt. Die Einsatzhäufigkeit gilt als beachtlich. So wurde die in Potsdam stationierte Einheit in den Jahren von 1974 bis 1989 insgesamt 83-mal bei unterschiedlichen Anlässen u. a. bei der Fahnenflucht von bewaffneten russischen Fahnenflüchtigen, aber auch bei denen der NVA oder Grenztruppen eingesetzt.
In Bezirksbehörden der Volkspolizei (BDVP) gab es kleinere Antiterroreinheiten vergleichbar den SEK aus Angehörigen der Dienstzweige der Volkspolizei/Diensteinheit IX.

## Dokumentarfilme
- Uli Weidenbach: Mythos GSG 9 – 40 Jahre Kampf dem Terror. In: ZDF-History, Deutschland 2012 (45 Min.).
- GSG9 – Terror im Visier. In: Die Story im Ersten, Deutschland 2019 (44 Min.)[43]